# قلعه و تپه آقبلاغ
قلعه وتپه آق بلاغیک محوطه تاریخی در شرق شهرستان بروجرد است. این اثر مربوط به دوره قاجار است و در بخش مرکزی، روستای آقبلاغ واقع شده‌است. این اثر در تاریخ ۵ آذر ۱۳۸۰ با شمارهٔ ثبت ۴۳۶۶ به‌عنوان یکی از آثار ملی ایران به ثبت رسیده است.
قلعه آق بلاغ همچنین با نام قلعه پرویزخان شهرت دارد و در مسیر جاده بروجرد - اراک قرار گرفته‌است و به عنوان اقامتگاه تابستانی مورد استفاده قرار می‌گرفته‌است.این روستا ذخیره گاه درختان بلوط است.

## مشخصات قلعه
قلعه آقبلاغ مربع شکل و دارای چهار برج است و یک دروازه اصلی با درب بزرگ چوبی دارد که در اطراف آن دو خواجه‌نشین احداث شده‌است. از طریق یک دالان به حیاط اصلی دسترسی برقرار می‌شود که خود دو بخش است. بنا دارای دو طبقه است که طبقه بالا نشیمنگاه و طبقه زیرین شامل یک اسطبل ستون‌دار با طاقهای آجری است. طبقه زیرزین نیم طبقه است به طوری که کف طبقه بالای ساختمان از محوطه تنها ۶۰ سانتی‌متر بلندتر است. طبقه بالایی شامل ایوان، تالار پنج‌دربی و در طرفین آن دو طاق قرینه است.